# Resolutie 2353 Veiligheidsraad Verenigde Naties
Resolutie 2353 van de Veiligheidsraad van de Verenigde Naties werd door de VN-Veiligheidsraad met unanimiteit aangenomen op 24 mei 2017, en verlengde de sancties tegen Zuid-Soedan met een jaar.

## Achtergrond
In 2011 was Zuid-Soedan na decennia van conflict om het olierijke gebied onafhankelijk geworden van Soedan. Eind 2013 ontstond echter een politieke crisis tussen president Salva Kiir en voormalig vicepresident Riek Machar, die uitdraaide op etnisch geweld en moordpartijen. Daarbij waren al twee miljoen mensen op de vlucht geslagen, en werd de bevolking van Zuid-Soedan nog dieper in de armoede en een humanitaire crisis geduwd.

## Inhoud
De reisverboden en financiële sancties opgelegd middels resolutie 2206 tegen eenieder die het conflict in de hand werkte werden verlengd tot 31 mei 2018. Het expertenpanel dat mee toezag op de uitvoering van deze sancties werd verlengd tot 30 juni 2018.
Lijst ·  2337 ·  2338 ·  2339 ·  2340 ·  2341 ·  2342 ·  2343 ·  2344 ·  2345 ·  2346 ·  2347 ·  2348 ·  2349 ·  2350 ·  2351 ·  2352 ·  2353 ·  2354 ·  2355 ·  2356 ·  2357 ·  2358 ·  2359 ·  2360 ·  2361 ·  2362 ·  2363 ·  2364 ·  2365 ·  2366 ·  2367 ·  2368 ·  2369 ·  2370 ·  2371 ·  2372 ·  2373 ·  2374 ·  2375 ·  2376 ·  2377 ·  2378 ·  2379 ·  2380 ·  2381 ·  2382 ·  2383 ·  2384 ·  2385 ·  2386 ·  2387 ·  2388 ·  2389 ·  2390 ·  2391 ·  2392 ·  2393 ·  2394 ·  2395 ·  2396 ·  2397